# Hooray for Love
Hooray for Love is een Amerikaanse muziekfilm uit 1935 onder regie van Walter Lang. De film werd destijds in Nederland uitgebracht onder de titel De klaploper.

## Verhaal
De beginnende muziekproducent Douglas Tyler heeft twee ontmoetingen met de zangeres Patricia Thatcher. Tijdens die bijeenkomsten maakt hij een slechte indruk. De vader van Patricia kan Douglas overhalen om een hypotheek te nemen op zijn ouderlijk huis en dat geld te investeren in een nieuwe voorstelling. Wanneer de producenten ervandoor gaan met het geld van Douglas, dreigt het project in duigen te vallen. De voorstelling zal worden afgelast, tenzij iemand op tijd een briljante ingeving heeft.

## Rolverdeling
| Acteur           | Personage          |
| ---------------- | ------------------ |
| Ann Sothern      | Patricia Thatcher  |
| Gene Raymond     | Douglas Tyler      |
| Bill Robinson    | Bill Robinson      |
| Maria Gambarelli | Maria Ganbarell    |
| Thurston Hall    | Jason Thatcher     |
| Pert Kelton      | Trixie Chummy      |
| Georgia Caine    | Magenta P. Schultz |
| Lionel Stander   | Chowsky            |
| Etienne Girardot | Rechter Peterby    |
| Fats Waller      | Fats Waller        |
| Jeni Le Gon      | Jeni Le Gon        |
| Sam Hardy        | Mijnheer Ganz      |